# Luinjeberd
Luinjeberd (Fries: Lúnbert) is een dorp in de gemeente Heerenveen, in de Nederlandse provincie Friesland. Het ligt ten noorden van de plaats Heerenveen.
Het dorp telde in 2023 425 inwoners. Tot het dorp wordt ook deel van de buurtschap Spitsendijk gerekend.
Tot de gemeentelijke herindeling van 1934 vormde Luinjeberd met de dorpen Gersloot, Terband en Tjalleberd de gemeente Aengwirden. De vier dorpen worden nog steeds Aengwirden, of De Streek genoemd.
Op de begraafplaats staat ook een van de klokkenstoelen in Friesland.

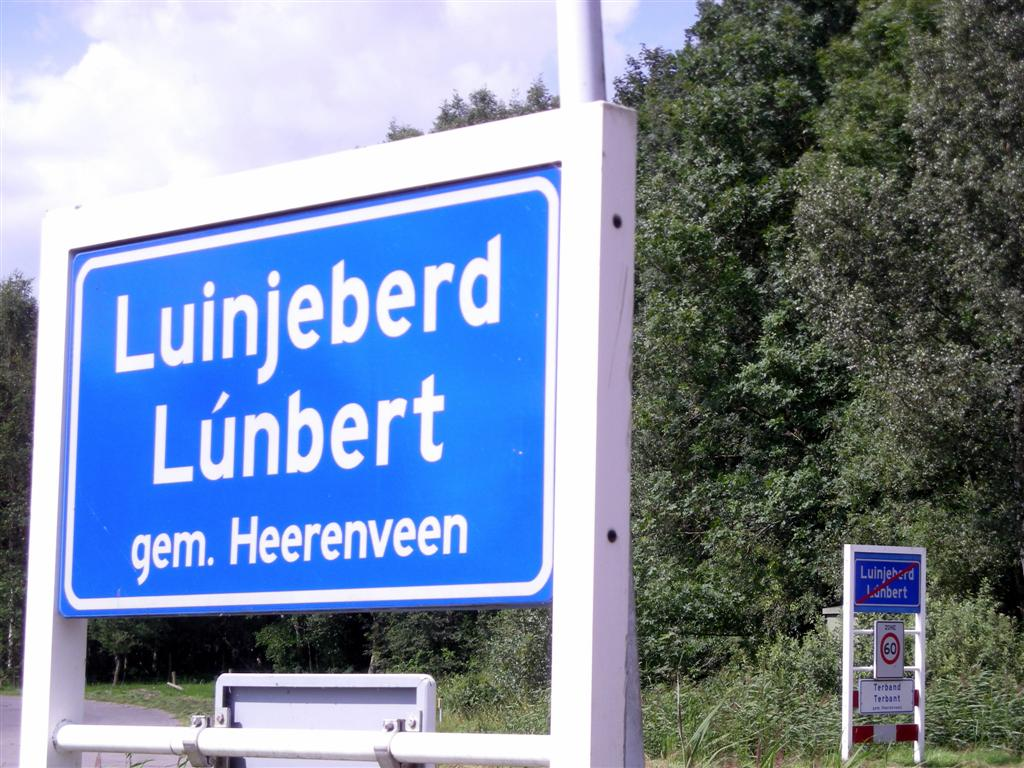
Luinjeberd bord
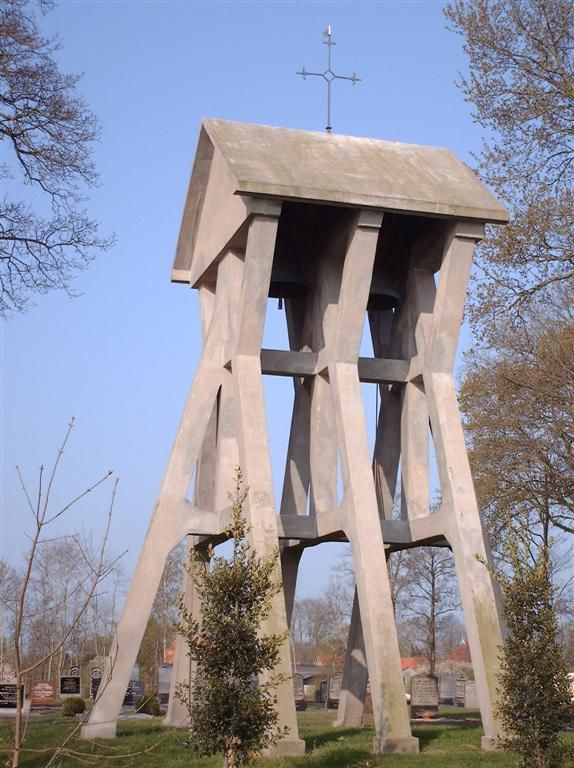
klokkenstoel Aengwirderweg 132

## Openbaar vervoer
- Streekbus 23: Heerenveen - Luinjeberd - Tjalleberd - Gersloot - Luxwoude - Tijnje - Nij Beets - Boornbergum - De Wilgen - Drachten